# Lachapelle (Somme)
 Lachapelle  es una comuna y población de Francia, en la región de Picardía, departamento de Somme, en el distrito de Amiens y cantón de Poix-de-Picardie.
Su población en el censo de 1999 era de 51 habitantes.
Está integrada en la Communauté de communes du Sud-Ouest Amiénois .

## Demografía
| 42 | 47 | 53 | 48 | 42 | 51 |
| Para los censos de 1962 a 1999 la población legal corresponde a la población sin duplicidades (Fuente: INSEE [Consultar]) |    |    |    |    |    |

- Datos: Q1246689
- Multimedia: Lachapelle (Somme) / Q1246689

1. ↑  Worldpostalcodes.org, código postal n.º 80290.
2. ↑  INSEE, Datos de población para el año 2012 de Lachapelle (en francés).